# 阿爾維戈

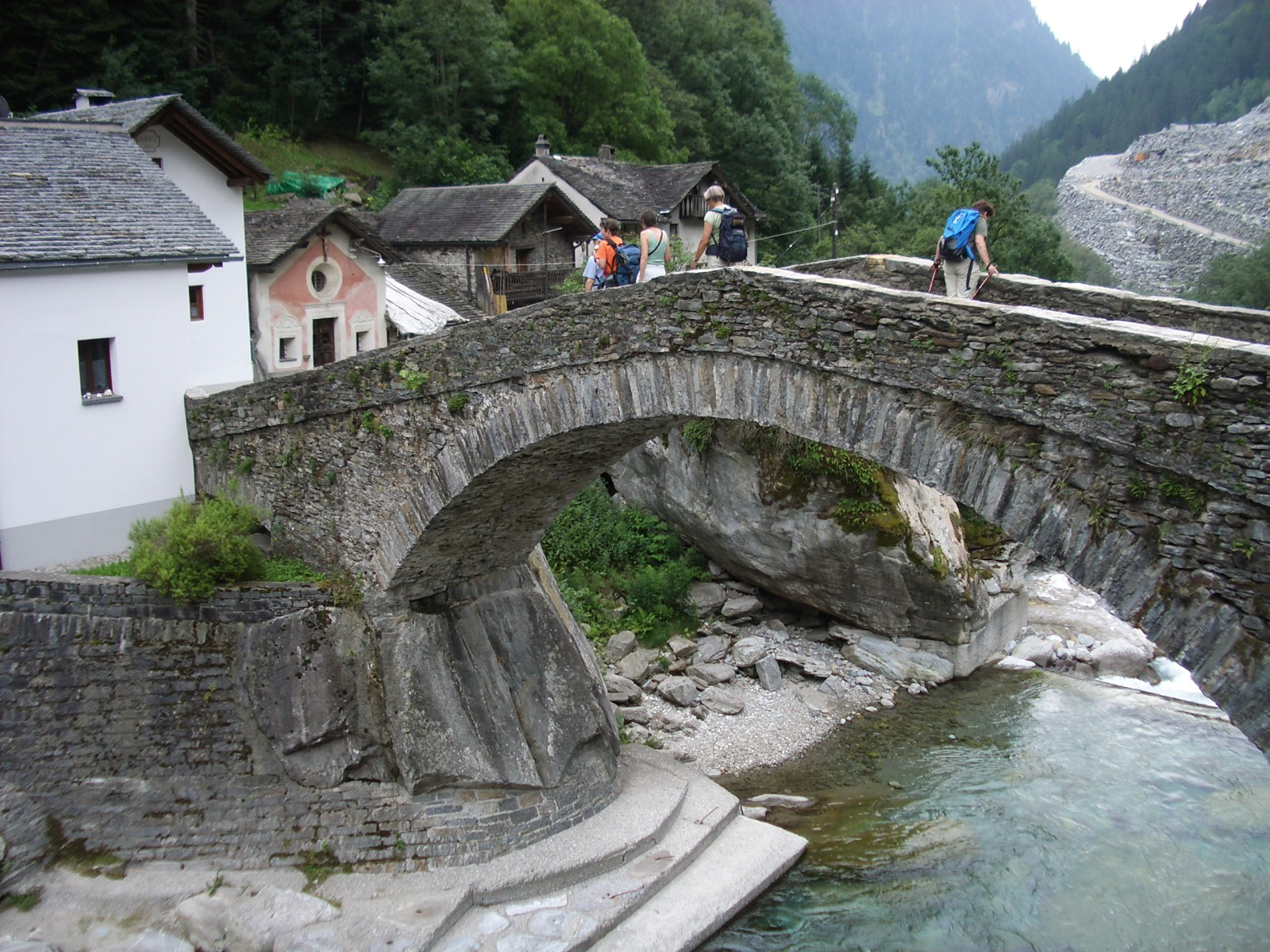

阿爾維戈是瑞士的城鎮，位於該國東部，由格勞賓登州負責管轄，面積17.02平方公里，海拔高度876米，2011年人口90，人口密度每平方公里5人。

## 外部連結
- Official Web site （页面存档备份，存于）